# 高橋美憂
高橋 美憂（たかはし みゆ、1999年6月30日 - ）は、日本のグラビアアイドル。

## 経歴・人物
趣味はお囃子、カラオケで、特技はバレーボール、エステティック、介護である。

## 作品

### DVD
- ピュア・スマイル（2018年12月21日、竹書房）
- ぷるるんFresh!（2019年3月20日、ラインコミュニケーションズ）
- 20歳のLove Story（2019年10月25日、スパイスビジュアル[3]）
- 忘憂（2022年1月26日、イーネット・フロンティア）